# 小池洋次
小池 洋次（こいけ ひろつぐ、1950年 - ）は、日本のエコノミスト。元日経ヨーロッパ社長。元世界経済フォーラム・メディア・リーダー。元関西学院大学総合政策学部教授。

## 人物・経歴
和歌山県新宮市生まれ。1974年、横浜国立大学経済学部を卒業後、日本経済新聞社に入社。シンガポール支局長、ワシントン支局長、国際部長、日経ヨーロッパ社長、論説副委員長等を経て、2009年から2019年まで関西学院大学総合政策学部教授を務めた。日本経済新聞社や関西学院大学を在職中に、総合研究開発機構（NIRA）理事（2000年～2006年）、世界経済フォーラム・メディア・リーダー（1998年～2009年）、2016年に米ジョンズ・ホプキンズ大学高等国際大学院（SAIS）客員研究員等を兼務した。
現在は、関西学院大学フェロー、グローバル・ポリシー研究センター代表を務める。

## 著書
- 「アジア太平洋新論」（日本経済新聞社 1993年）
- 「政策形成の日米比較」（中公新書 1999年）
- 「政策形成」（ミネルヴァ書房 2010年）
- 「グローバル 知の仕掛け人」（関西学院大学出版会 2012年）
- 「アメリカの政治任用制度」（東洋経済新報社 2022年）